# Irina Spîrlea
Irina Spîrlea (ur. 26 marca 1974 w Bukareszcie) – rumuńska tenisistka.

## Kariera tenisowa
Zawodowa kariera Spîrleii trwała w latach 1990–2000. Zawodniczka praworęczna. W czasie występów na kortach światowych wygrała cztery turnieje gry pojedynczej oraz sześć gry podwójnej. Na kortach zarobiła ponad 2,5 mln dolarów. Stosunek jej meczów singlowych wynosi 289 wygranych do 189 przegranych.
W roku 1994 wygrała swój pierwszy zawodowy tytuł w Palermo, broniąc go również rok później. W 1996 jako 22 zawodniczka świata wygrała imprezę w Amelie Island, pokonując w finale numer 14 Mary Pierce. Z Francuzką wygrała również w Eastbourne, tam też pokonała Arantxę Sánchez Vicario (odnosząc życiowe zwycięstwo), zakwalifikowała się do turnieju kończącego sezon.
1997 – w Australian Open 1997 po raz pierwszy Rumunka dotarła do ćwierćfinału, od czasów Virginii Ruzici. Zarobiła pierwszy milion dolarów. Wygrywała z tak wysoko sklasyfikowanymi zawodniczkami, jak Amanda Coetzer, Monica Seles, Mary Joe Fernández, toczyła wyrównane pojedynki z siostrami Williams, zwłaszcza z Venus. Zaliczyła pierwszy wielkoszlemowy półfinał w US Open 1997.
1998 – Irina pokonuje zawodniczki z najwyższej światowej półki – Lindsay Davenport i Monicę Seles. Dochodzi do ćwierćfinałów WTA Finals, pokonując Arantxę Sánchez Vicario. Wygrywa turniej w Strasburgu.
1999–2000 – finalistka singla i debla na turnieju w Kairze. Wygrywa turnieje deblowe w Paryżu (hala) i Luksemburgu. Kwalifikuje się do Masters w grze podwójnej.
W latach 1991–1992 oraz 1994 reprezentantka w Pucharze Federacji. Reprezentantka Rumunii na igrzyskach olimpijskich w Barcelonie (1992).
Jej trenerem był Włoch Massimiliano Pace, z którym w 2001 roku wzięła ślub. Rok później urodziła syna. Najbardziej lubi korty ziemne. Podziwia Steffi Graf.

### Finały juniorskich turniejów wielkoszlemowych

#### Gra podwójna (1–0)
| Końcowy wynik | Rok  | Turniej     | Nawierzchnia | Partnerka         | Przeciwniczki                   | Wynik finału |
| Zwyciężczyni  | 1990 | French Open | Ceglana      | Ruxandra Dragomir | Tatiana Ignatieva Irina Sukhova | 6:3, 6:1     |